# Marta Fernandez Miranda de Batista
Pour les articles homonymes, voir Fernandez, Miranda et Batista.
Marta Fernandez Miranda de Batista, née le 11 novembre 1923 à Cuba et morte le 2 octobre 2006 à West Palm Beach (États-Unis), est la seconde épouse du président cubain Fulgencio Batista et de ce fait la Première dame de Cuba entre 1952 et 1959.

## Biographie

### Première dame
Fulgencio Batista est président de Cuba une première fois de 1940 à 1944. Après son divorce d'avec sa première femme Elisa Godínez Gómez de Batista (en) en octobre 1945, il se remarie avec Marta Fernández Miranda le 28 novembre 1945. Le couple déménage aux États-Unis, après la défaite du dauphin de Batista à l'élection présidentielle de 1944. Ils souhaitent d'abord s'installer à Palm Beach (Floride) mais partent, rejetés par la population. Ils louent alors une voiture et roulent vers le nord, s'arrêtant à Daytona Beach en fin de journée. Appréciant tellement l'accueil qui leur est fait, ils engagent le lendemain un agent immobilier et achètent une grande maison au bord de la rivière, Batista continuant d'influencer la politique cubaine à distance,.

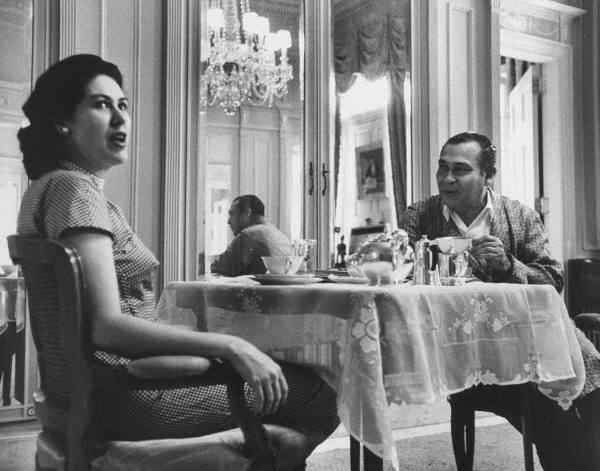
Marta et Fulgencio Batista au palais présidentiel cubain, en 1958.

En 1948, Batista se présente et remporte in abstentia un siège au Sénat. Le 10 mars 1952, il organise un coup d'État et redevient président de Cuba, faisant de Marta Fernández de Batista la nouvelle Première dame du pays. Elle s'investit notamment dans le domaine artistique, convaincant son mari de faire construire la Galerie nationale, un nouveau bâtiment intégré au musée national des Beaux-Arts. Ils acquièrent aussi des peintures de la période coloniale et des toiles modernes.
Ils ont cinq enfants : Jorge Luis, Roberto Francisco, Fulgencio José, Marta Maluf Batista et Carlos Manuel (mort en 1969 d'une leucémie).
Elle est à l’origine de la construction de la sculpture le Christ de La Havane par Jilma Madera, pour remercier le Christ d’avoir protégé la vie de son mari.

### Exil
Le couple, leurs enfants et leurs amis proches fuient Cuba à bord de trois avions le 1er janvier 1959 pour échapper aux forces de Fidel Castro, leader de la Révolution cubaine. On les accuse notamment d'avoir emporté avec eux près de 700 millions de dollars américains en œuvres d'art et en liquide,.
Après s'être vu refuser l'entrée aux États-Unis, ils atterrissent en République dominicaine, avant de s'installer au Portugal, puis en Espagne. Fulgencio Batista y meurt d'une crise cardiaque en 1973, après quatorze années d'exil. Dans son testament, il lègue sa maison de Daytona Beach et sa collection d'art à la municipalité. La demeure fut brièvement utilisée comme musée avant d'être vendue par la ville en 1971 puis convertie en église,.
Après le décès de son mari, Marta Fernández de Batista déménage à West Palm Beach, en Floride. Elle y vit tranquillement, se distinguant seulement par des dons à un certain nombre d'organisations caritatives médicales. Elle finance particulièrement le Jackson Memorial Hospital. Leur fils Roberto déclare à ce sujet : « Elle était très secrète, presque solitaire, après la mort de mon père. Elle était douée pour les œuvres de charité, mais elle le faisait discrètement ».
Sa santé commence à se détériorer après une opération à la hanche en 1995. Elle meurt de la maladie d'Alzheimer chez elle à West Palm Beach le 2 octobre 2006, à l'âge de 82 ans. Ses obsèques ont lieu en l'église catholique St. Juliana de West Palm Beach. Elle est enterrée à Madrid, dans le cimetière de La Almudena, avec son mari et son fils mort Carlos Manuel,.